# مصطفى كوتشوكوفيتش
مصطفى كوتشوكوفيتش (بالألمانية: Mustafa Kučuković)‏ (مواليد 5 نوفمبر 1986 في بوسانسكي نوفي - يوغوسلافيا) لاعب كرة قدم ألماني يلعب حاليا لصالح نادي الدرجة الأولى غرونوبل الفرنسي منذ 2009 في مركز المهاجم .

## روابط خارجية
- مصطفى كوتشوكوفيتش على موقع قاعدة بيانات كرة القدم.إي يو (الإنجليزية)
- مصطفى كوتشوكوفيتش على موقع بيانات كرة القدم. دي إي (الألمانية)
- مصطفى كوتشوكوفيتش على موقع Soccerway.com (الإنجليزية)
- مصطفى كوتشوكوفيتش على موقع عالم كرة القدم.نت (الإنجليزية)